# 音韻論
音韻論（おんいんろん、英: phonology）は、言語学の一分野。言語の構成要素である音声（言語音）の機能を研究対象とする。音声学に依拠するが、音声学が言語音の物理的側面に焦点をあてるのに対し、音韻論では言語音の機能面に着目して抽象化をおこなう。ただし、研究の方法や抽象化によって定義された概念は学派により大きく異なる。

## 音声学と音韻論の違い
島岡・佐藤（1987）によれば、音声学は、音声の正確な観察とその記述、および音声が生じる過程や機構の解明をねらいとしている。一方、音韻論は、言語体系に占める音声の位置づけ、およびその役割や機能に関する事柄を解明することをねらいとしている。
つまり、音声学は「音声がどうやって作られ、どのように伝わり、どのように理解することが出来るか」を研究する学問、音韻論は「音声がどのように並べられ、どのように入れ替わり、どのように意味を持った上で区別するか」を研究する学問ということになる。
音声学と音韻論の分離に貢献したのが、プラハ学派（プラーグ学派）である。この学派は、ソシュールのラングとパロールの区別に影響を受け、音声におけるラングの研究として、音韻論の確立に努めた。プラハ学派によれば、音声におけるパロールを研究するのが音声学であり、ラングを研究するのが音韻論ということになる。

## 音韻論の主な研究対象

### 音素
音声言語において、知的意味を区別する働きを持った最も小さな音の単位を「音素」と言う。例えば、「パン」 /paɴ/ と「バン」 /baɴ/ （車種）は、それぞれ異なった知的意味を持っているので、この区別をしている/p/と/b/はそれぞれ、日本語において独立した音素である。これに対し、韓国語•朝鮮語の一子音であるㅂでは、[p]に近い[b]は語頭に現れ、[b]は語中に現れ、両者は知的意味の区別に関与しない。この場合、韓国語•朝鮮語における[p]に近い[b]と[b]は一つ音素の異音であるという。
音素の定義は、厳密に言えば学派により違いがある。また、音素をどのように定義するか自体が、音韻論における主要な研究テーマの一つだともいえる。音韻論のうち、音素に関して研究する分野を特に「音素論」と呼ぶことがある。なお、音韻論の学派の一つである生成音韻論においては、音素という概念を否定している。
ところで、音素の並び方は言語によって異なる。例えば、英語では、strikeのstrのように、子音が音節頭で三つ続くことがあるのに対し、日本語ではこのような配列は不可能である。また、英語でも、音節頭でstrは可能だが、tsrやrtsのような配列は不可能である。このような音素の配列について研究する分野を「音素配列論」と呼ぶことがある。

### 弁別素性
/p/と/b/の対立において、その違いをつきつめていくと、有声か無声という違いにいきつく。また、/p/は、両唇音か歯茎音かという点において、/t/と対立している。このように、音素をその特徴に細かく分解したものを、「弁別（的）素性」、「弁別（的）特性」、「弁別（的）特徴」などという。この考え方はプラハ学派の中で生まれ、この学派の代表的人物の一人で後にアメリカに渡ったヤーコブソンによってさらに発展、生成音韻論へと受け継がれていった。

### 韻律
音声のうち、高さや強さや長さに関する特徴を「韻律」という。これは、音素とならんで、音韻論の研究対象の一つである。学派によっては、音素と並行的な概念として「韻律素」を立てることもある。また、この分野を韻律素論と呼ぶこともある。
韻律には、アクセント、声調、イントネーションなどが含まれる。この分野では、アクセントの強弱、位置や語尾の上げ下げなどの研究が行われている。

### その他の研究対象
- 音節
- モーラ
- 同化
- 異化
- 中和
- 形態音韻論
- 史的音韻論

## 音韻論の歴史と学派

### ヨーロッパの構造主義音韻論
20世紀初頭、ソシュールの影響で、構造主義の立場からの言語学がさかんになり、様々な学派が現れた。代表的なものとして、プラハ学派（プラーグ学派）、言理学（コペンハーゲン学派）、ロンドン学派、韻律学派（ファース学派）がある。これら各学派で、独自に音韻論の研究が進められていった。

### ロシア・旧ソ連の音韻論
ロシア・旧ソ連の音韻論は、ロシア革命以前はヨーロッパの構造主義音韻論と密接な関係にあったが、ロシア革命以降は独自の発展を遂げた。代表的な学派としては、モスクワ学派とレニングラード学派がある。

### アメリカの構造主義音韻論
アメリカでは、20世紀初頭、サピアやブルームフィールドが音韻論において主導的役割を果たした。このうち特に影響力があったのが、ブルームフィールドである。彼に影響を受けた研究者たちは、ブルームフィールド学派ないし後期ブルームフィールド学派と呼ばれる。
一方、プラハ学派の代表的学者の一人であるヤーコブソンが、第二次世界大戦の戦火を逃れてアメリカに渡ったことにより、プラハ学派的な音韻論もアメリカにもたらされることになる。ヤーコブソンは渡米後に弁別素性の理論を発展させ、ファント、ハレとの共著により『音声分析序説』を発表した。これは、後の生成音韻論に影響を与えることになる。

### 生成音韻論
20世紀半ば、ノーム・チョムスキーが生成文法を唱えて言語学に革命をもたらすと、生成文法の観点からの音韻論研究が行われるようになった。これが「生成音韻論」である。
初期の生成音韻論の出発点と言えるのが、チョムスキーとハレの共著The Sound Pattern of Englishである。ここでは、音素という概念を用いないなど、それ以前の音韻論とは大きく異なる理論を打ち立てている。
その後、多くの研究者が加わることで、生成音韻論は理論的変遷を遂げていった。今日では、アラン・プリンスとポール・スモレンスキーによる「最適性理論」が最新の理論として注目を集めている。

### 日本の音韻論
日本では、プラハ学派とブルームフィールド学派の音韻論の影響を大きく受けてきた。代表的な学者として、有坂秀世や服部四郎がいる。また、生成音韻論の登場以降は、アメリカに留学した学者を中心にして、生成音韻論的な研究も行われるようになった。